# Acanthoserolis polaris
Acanthoserolis polaris är en kräftdjursart som först beskrevs av Richardson 1911.  Acanthoserolis polaris ingår i släktet Acanthoserolis och familjen Serolidae. Inga underarter finns listade i Catalogue of Life.